# Falco Pfalzgraf
Falco Pfalzgraf (* 1968) ist ein deutscher Sprachwissenschaftler und Hochschullehrer.

## Karriere
Falco Pfalzgraf studierte Anglistik / Amerikanistik und Germanistik an der Universität Kassel und promovierte anschließend bei Martin Durrell in Sprachwissenschaft an der University of Manchester, wo er zeitgleich 2000–2003 Deutsch als Fremdsprache unterrichtete. Seit Januar 2004 ist Pfalzgraf Hochschullehrer an der Queen Mary University of London (QMUL), seit 2022 dort Reader.
Pfalzgraf leitet den Forschungszweig Sprache und Sprachwissenschaft im Zentrum für Britisch-Deutsche Kulturbeziehungen (CAGCR), ist Mitglied im Wissenschaftlichen Beirat des Budapester Institute for Cultural Relations Policy (ICRP) und sitzt dem Zweig London der Gesellschaft für deutsche Sprache (GfdS) seit dessen Gründung 2010 vor.
An der Queen Mary University of London unterrichtet er im Bachelor-Studiengang Germanistische Linguistik, Englische Linguistik sowie Angewandte Linguistik. In zwei Master-Studiengängen lehrt er Angewandte Linguistik und Allgemeine Linguistik. Zudem betreut er Doktoranden in Bereichen innerhalb und außerhalb seiner Forschungsschwerpunkte.
Pfalzgrafs Forschungsschwerpunkte, die  hauptsächlich in der Soziolinguistik liegen, sind: Sprachpurismus; Genderlinguistik; angewandte Varianten der linguistischen Diskursanalyse; die Beziehungen zwischen Politik, Sprache und Kultur; sowie Lehr- und Schulbuchanalyse.
Pfalzgraf war bzw. ist externer Prüfer an der University of Greenwich (2008–2012), an der University of Cambridge (2013–2016) und an der Queen’s University Belfast (seit 2020). Er gehört zahlreichen wissenschaftlichen Vereinigungen an, darunter z. B. die Philological Society, die Gesellschaft für Angewandte Linguistik und die Deutsche Gesellschaft für Sprachwissenschaft.

## Buchpublikationen
- Falco Pfalzgraf (2006): Neopurismus in Deutschland nach der Wende. Lang, Frankfurt am Main / Berlin / Bern / Bruxelles / New York / Oxford / Wien, ISBN 978-3-631-54854-7 (350 Seiten).
- Falco Pfalzgraf, Felicity Rash (2008) (Hgs.): Anglo-German Linguistic Relations. Lang, Frankfurt am Main / Berlin / Bern / Bruxelles / New York / Oxford / Wien, ISBN 978-3-03911-656-0 (173 Seiten).
- Falco Pfalzgraf (2009): Imagination in Romanen von Tim O’Brien. BOD, Norderstedt, ISBN 978-3-8370-9220-2 (104 Seiten).
- Falco Pfalzgraf (2009) (Hg.): Englischer Sprachkontakt in den Varietäten des Deutschen / English Language in Contact with Varieties of German. Lang, Frankfurt am Main / Berlin / Bern / Bruxelles / New York / Oxford / Wien, ISBN 978-3-631-58132-2 (244 Seiten).
- Falco Pfalzgraf (2016): Karl Tekusch als Sprachpfleger. Seine Rolle in Wiener Sprachvereinen des 20. Jahrhunderts. Hempen, Bremen, ISBN 978-3-944312-33-0 (224 Seiten).
- Falco Pfalzgraf (2019): Der Verein ‚Muttersprache‘ Wien unter Vorsitz von Karl Tekusch und Erwin Mehl (1949–1984). Winter, Heidelberg, ISBN 978-3-8253-6935-4 (581 Seiten).
- Falco Pfalzgraf (2024) (Hg.): Public Attitudes Towards Gender-Inclusive Language. A Multilingual Perspective. De Gruyter Mouton,  Berlin / Boston, ISBN 978-3-11-120125-2 (417 Seiten).